# Diplazium tricholepis
Diplazium tricholepis är en majbräkenväxtart som beskrevs av Carl Frederik Albert Christensen.
Diplazium tricholepis ingår i släktet Diplazium och familjen Athyriaceae. Inga underarter finns listade i Catalogue of Life.